# Bang & Olufsen
A Bang & Olufsen (röviden B&O) egy dán fogyasztói elektronikai cikkeket gyártó cég. A vállalatot 1925-ben alapította két mérnök, Peter Bang és Svend Olufsen. A cég főként hangtechnikai termékeket, telefonokat és televíziókat gyárt.
A B&O számos fejlesztési és dizájndíjat tudhat magáénak. A New York-i Modern Művészetek Múzeumában 19 B&O terméket állítottak ki, ezek közül hetet Jacob Jensen tervezett.
A Bang & Olufsennek világszerte vannak boltjai, Budapesten 2015-ben nyílt meg az első BeoStore.

## Történet
A Bang & Olufsen céget 1925-ben alapította Peter Bang és Svend Olufsen a dániai Struerben.
Az első jelentős terméküket, az Eliminatort 1927-ben mutatták be, amely egy rádió, ami váltakozó áramról működött az akkoriban használatos elem helyett.
A mára ismert Beo kezdetű terméksorozataik első terméke az 1938-ban kiadott Beolit 39 típusú bakelit borítású rádió.
A második világháborúban a Struerben található gyáraikat mind lerombolták a német erők.
A formatervezés eleinte Peter Bangnak és Svend Olufsennek volt köszönhető, majd 1964-től 1991-ig Jacob Jensen volt a fő tervező, aki felfrissítette a kollekciót újító elképzeléseivel. Napjainkban David Lewis a fő tervezője a cégnek.

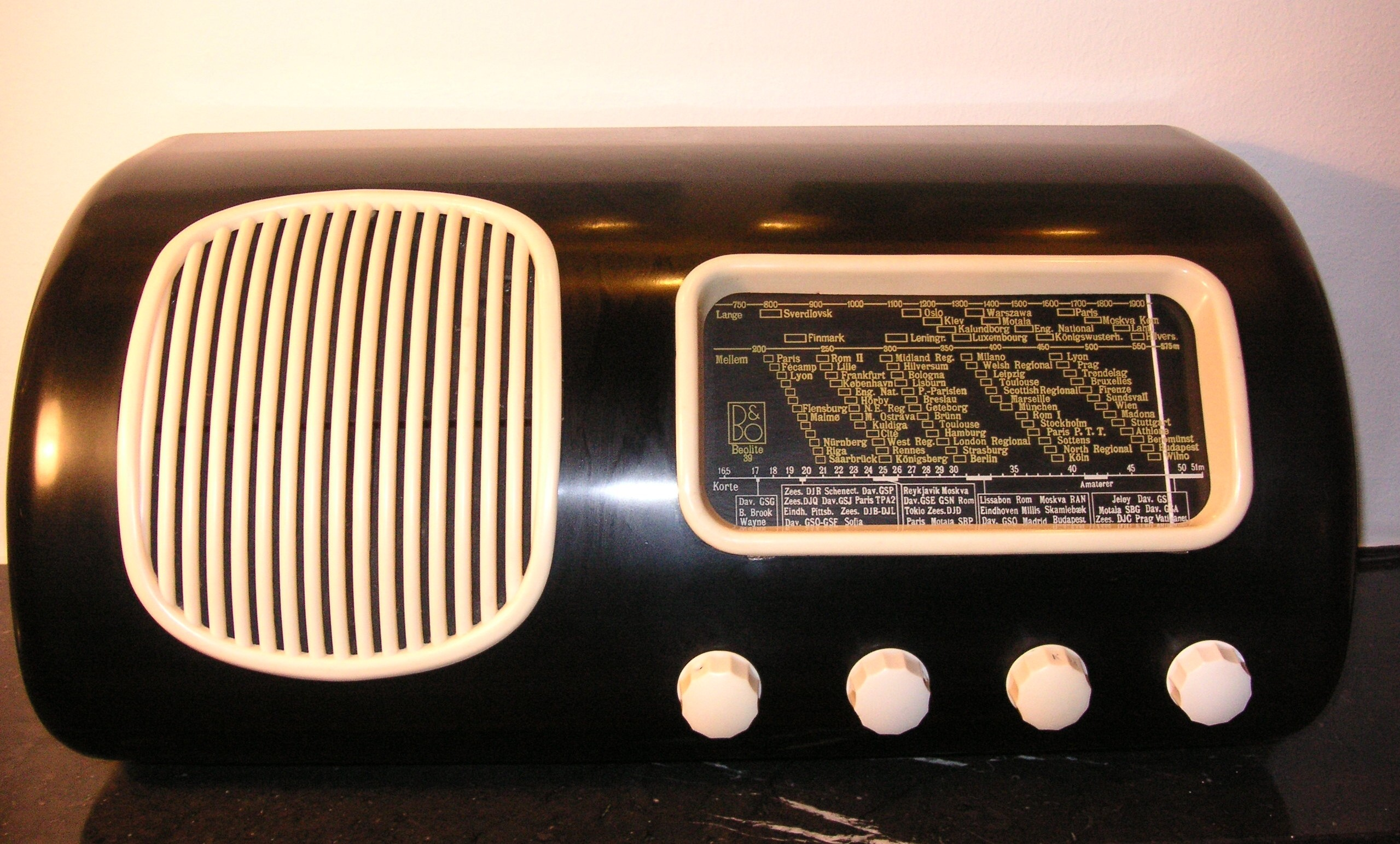
Beolit 39 típusú rádió 1938-ból

## Termékek
A Bang & Olufsen termékei különböző sorozatokba tartoznak, amelyek a Beo- előtagot viselik.
- Beocord - orsós magnók és magnó deckek
- Beogram - lemezjátszók, később CD lejátszók sorozata
- Beomaster - rádió-vevőkészülékek
- Beovox - passzív hangszórók
- Beocenter - különböző komponensek együttese
- Beolit - korábban hordozható rádiók, később hordozható audiorendszerek
- Beocom - telefonok és azok kiegészítői
- Beosound - különböző audiorendszerek
- Beolab - erősítők és aktív hangszórók
- Beovision - televíziók